# 아모리 르보
아모리 레몽 르보(프랑스어: Amaury Raymond Leveaux, 1985년 12월 2일 ~ )는 프랑스의 수영 선수이다. 2008년 베이징 올림픽, 2012년 런던 올림픽에서 금메달과 은메달을 수상했다. 현재 100m 자유형 세계 기록 보유자이다. 2013년 12월 은퇴 선언을 했으며 "내가 원했던 메달을 다 땄고, 내가 수영에서 하고 싶었던 일은 다 이뤘다"고 은퇴 배경을 덧붙였다.
이후 르보는 본인의 자서전에서 프랑스 대표팀 선수들의 상습 코카인 복용 사실을 폭로하기도 했다.

## 같이 보기
- 수영 자유형 50m 세계 기록 추이
- 수영 자유형 100m 세계 기록 추이